# Cities in Motion 2
Cities in Motion 2 est un jeu vidéo de simulation économique développé par Colossal Order et édité par Paradox Interactive, sorti en 2013 sur Windows, Mac et Linux.
Il fait suite à Cities in Motion.

## Système de jeu
Le système de jeu est le même que Cities in Motion avec d'autres villes.

## Accueil
- IGN : 7,5/10[1]
- Jeuxvideo.com : 13/20[2]